# Diòxid de sofre
El diòxid de sofre és un compost binari de sofre i oxigen, un òxid de fórmula {\displaystyle {\ce {SO2}}}. És un gas incolor d'olor sufocant, no inflamable ni explosiu. El seu punt de fusió és -75 °C i el d'ebullició -10,02 °C. Es tracta d'una substància reductora que, amb el temps i en contacte amb l'oxigen de l'aire i la humitat, s'oxida a triòxid de sofre, {\displaystyle {\ce {SO3}}}, el qual després es converteix en àcid sulfúric, {\displaystyle {\ce {H2SO4}}}. És soluble en aigua, etanol i èter. En aigua es dissol formant una dissolució àcida degut a la formació d'àcid sulfurós, {\displaystyle {\ce {H2SO3}}}. És un gas tòxic i un dels principals responsables de la pluja àcida. Les aplicacions més importants són la producció d'àcid sulfúric i l'ús com a antimicrobià en la conservació d'aliments (additiu alimentari {\displaystyle {\ce {E \, 220}}}).

## Història

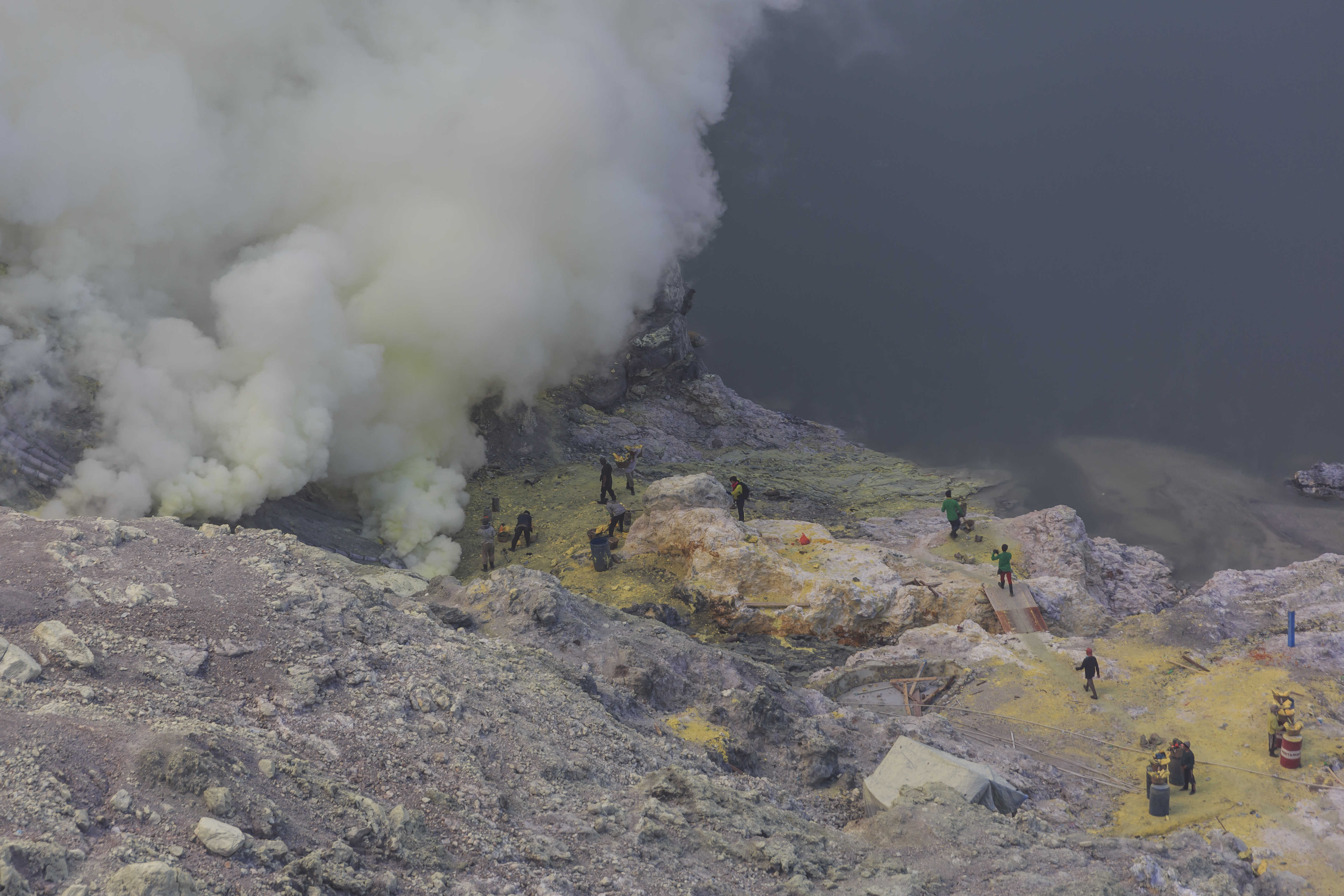
Extracció de sofre al volcà Ijen, Java, Indonèsia, sota fums de diòxid de sofre

El diòxid de sofre és conegut des de l'antiguitat, ja que és expulsat pels volcans i fonts termals. Els antics ja coneixien les seves propietats desinfectants com ho indica Homer (s. VIII aC) a l'Odissea al cant XVII on Odisseu, després de matar els pretendents de Penèlope, mana fumigar les habitacions del palau cremant sofre, {\displaystyle {\ce {S8}}}. A partir del segle xvii, es començà a emprar per desinfectar la roba i els llits dels malalts gràcies al frare caputxí Maurici de Toló el 1656 a Gènova que, d'aquesta manera, aconseguí aturar una epidèmia de pesta. Des dels romans els viticultors també l'obtenien cremant sofre amb aire i l'empraven com a desinfectant per matar els llevats indesitjats presents en el suc del raïm abans de posar-hi els llevats que els interessava per a produir la fermentació alcohòlica i obtenir vi. També l'empraven per a blanquejar teles i desinfectar i conservar cereals en graners. Fou aïllat per primer cop el 1775 pel científic anglès Joseph Priestley (1733-1804) que el sintetitzà mitjançant la reducció d'àcid sulfúric, {\displaystyle {\ce {H2SO4}}}, amb mercuri, {\displaystyle {\ce {Hg}}}. Monge i Couet el liquaren per primera vegada a pressió atmosfèrica refredant-lo. El 1808 Northmore aconseguí liquar-lo per compressió a l'interior d'un cilindre.

## Estructura i enllaços

Estructures ressonants de la molècula de diòxid de sofre

La molècula de diòxid de sofre, {\displaystyle {\ce {SO2}}}, és una molècula angular amb l'àtom de sofre situat al mig unit mitjançant enllaços covalents als dos àtoms d'oxigen, un a cada costat. L'angle és de 119° molt proper als 120° dels orbitals atòmics híbrids {\displaystyle {\ce {sp^2}}}.
A partir de la teoria d'enllaç de valència es pot explicar la molècula de {\displaystyle {\ce {SO2}}} suposant que el {\displaystyle {\ce {S}}} utilitza per formar els enllaços orbitals híbrids {\displaystyle {\ce {sp^2}}}. L'estructura electrònica del {\displaystyle {\ce {S}}} és {\displaystyle {\ce {[Ne] \; 3s^2 \; 3p_x^2 \, 3p_y^1 \, 3p_z^1}}}. Pot combinar l'orbital atòmic {\displaystyle {\ce {3s}}} amb dos orbitals atòmic {\displaystyle {\ce {3p}}} per donar híbrids {\displaystyle {\ce {sp^2}}} amb un orbital ple amb dos electrons no enllaçants i els altres dos amb un electró desaparellat que formen enllaços {\displaystyle {\ce {\sigma}}} amb els orbitals dels oxígens. El tercer orbital {\displaystyle {\ce {3p}}} no hibridat del {\displaystyle {\ce {S}}} permet formar un enllaç {\displaystyle {\ce {\pi}}} amb un oxigen. El fet que els enllaços siguin iguals s'explica mitjançant estructures ressonants. També pot promocionar un electró d'un orbital atòmic {\displaystyle {\ce {3p}}} a un {\displaystyle {\ce {3d}}}. D'aquesta manera li queden els tres orbitals {\displaystyle {\ce {3p}}} amb un electró i un quart orbital, el {\displaystyle {\ce {3d}}}, amb un altre electró desaparellat. Total quatre electrons desaparellats que li permeten formar quatre enllaços covalents de longitud 143,1 pm, a mig camí entre enllaços simples purs i dobles.

## Preparació
El millor mètode de preparació del diòxid de sofre al laboratori és el que empra la reacció entre un sulfit, o un hidrogensulfit, i àcid sulfúric moderadament concentrat:
{\displaystyle {\ce {Na2SO3 + H2SO4 -> Na2SO4 + H2O + SO2}}}

{\displaystyle {\ce {NaHSO3 + H2SO4 -> NaHSO4 + H2O + SO2}}}
Pot preparar-se també per reducció d'àcid sulfúric concentrat mitjançant coure, mercuri o sofre (Priestley emprà mercuri):
{\displaystyle {\ce {S + 2 H2SO4 -> 2 H2O + 3 SO2}}}

{\displaystyle {\ce {Cu + 2 H2SO4 -> CuSO4 + 2 H2O + SO2}}}
Industrialment es prepara per combustió del sofre emprant diferents tipus de cremadors. Crema amb flama blava i s'inicia la combustió en aire al voltant dels 250 °C. La proporció en el gas depèn de la temperatura, a 800 °C els gasos tenen un 6,5 % de {\displaystyle {\ce {SO2}}} i a 1750 °C al voltant del 20 %. La reacció és:
{\displaystyle {\ce {S8 + 8 O2 -> 8 SO2}}}
La torrefacció (escalfament a alta temperatura) de la pirita i d'altres minerals que són sulfurs de metalls (wurtzita, blenda, galena…) és un important mètode d'obtenció de {\displaystyle {\ce {SO2}}} a gran escala. Es produeixen diferents reaccions en funció de la quantitat d'oxigen, per exemple:
{\displaystyle {\ce {4 FeS2 + 11 O2 -> 2 Fe2O3 + 8 SO2}}}

{\displaystyle {\ce {3 FeS2 + 8 O2 -> Fe3O4 + 6 SO2}}}

{\displaystyle {\ce {FeS2 + O2 -> FeS + SO2}}}
Per a fins comercials s'obté a partir de la reducció del guix, o del sulfat de magnesi, amb carbó:
{\displaystyle {\ce {4 CaSO4 + 2 C -> CaS + 3 CaSO4 + 2 CO2}}}

{\displaystyle {\ce {CaS + 3 CaSO4 -> 4CaO + 4 SO2}}}
Finalment també s'obté per descomposició del disulfit de sodi per damunt de 110 °C en un corrent d'aire sec:
{\displaystyle {\ce {Na2S2O5\;->[aire][110-220\;^{\circ }C]\;Na2SO3\;+\;SO2}}}

## Química

### Agent reductor
El diòxid de sofre es caracteritza per ser un agent reductor, ja que té facilitat per oxidar-se passant de l'estat d'oxidació IV al VI. La reacció amb l'oxigen per a donar el triòxid de sofre, {\displaystyle {\ce {SO3}}}, només té lloc mitjançant catalitzadors (platí, pentaòxid de divanadi, {\displaystyle {\ce {V2O5}}}…), però reacciona amb l'òxid de plom(II) marró, {\displaystyle {\ce {PbO}}}, per a donar el sulfat de plom(II) blanc, {\displaystyle {\ce {PbSO4}}},on el sofre s'ha oxidat:
{\displaystyle {\ce {S^{IV}O2 \; + \; 1/2 O2 \; ->[Pt] \; S^{VI}O3}}}

{\displaystyle {\ce {S^{IV}O2 \; + \; PbO \; -> \; Pb^{VI}SO4}}}
També reacciona amb difluor, {\displaystyle {\ce {F2}}}, i amb diclor, {\displaystyle {\ce {Cl2}}}, per donar dihalurs de dioxidosofre, {\displaystyle {\ce {SO2X2}}}, i amb el peròxid d'hidrogen, {\displaystyle {\ce {H2O2}}}, per a donar àcid sulfúric. Aquesta darrera reacció s'empra com a mètode d'anàlisi de l'{\displaystyle {\ce {SO2}}} determinant la concentració d'àcid sulfúric o de sulfat de bari:
{\displaystyle {\ce {S^{IV}O2 \; + \; Cl2 \; -> \; S^{VI}O2Cl2}}}

{\displaystyle {\ce {S^{IV}O2 \; + \; H2O2 \; -> \; H2S^{VI}O4}}}

### Agent oxidant
El diòxid de sofre només presenta activitat com oxidant quan s'escalfa en presència d'agents reductors forts, com ara el magnesi, alumini, potassi, sodi o calci. Per la mateixa raó no provoca combustions. L'alumini, que s'empra actualment en construcció, si està exposat a una atmosfera amb elevada humitat pot ser oxidat per l'{\displaystyle {\ce {SO2}}} present a l'atmosfera produint sulfat d'alumini-aigua (1/18), {\displaystyle {\ce {Al2(SO4)3.18H2O}}}. Amb el liti produeix la següent reacció, on el liti metall s'oxida a catió liti(I) i el diòxid de sofre es redueix a ditionit, {\displaystyle {\ce {S2O4^{2-}}}}, passant el sofre de nombre d'oxidació IV a III, reacció que s'empra en bateries de {\displaystyle {\ce {Li-SO2}}}.
{\displaystyle {\ce {2 Li \; + \; 2 S^{IV}O2 \; -> \; Li2S^{III}2O4}}}

### Propietats àcid-base
En dissolucions aquoses reacciona com un àcid de Brønsted. Reacciona amb bases de Brønsted per donar sulfits, {\displaystyle {\ce {SO3^{2-}}}}, i aigua, essent per tant el mètode de la seva obtenció. Per exemple amb l'hidròxid de potassi, {\displaystyle {\ce {KOH}}}, dona sulfit de potassi, {\displaystyle {\ce {K2SO3}}}; i amb carbonat de sodi, {\displaystyle {\ce {Na2CO3}}}, sulfit de sodi, {\displaystyle {\ce {Na2SO3}}}:
{\displaystyle {\ce {SO2 + 2 KOH -> K2SO3 + H2O}}}

{\displaystyle {\ce {SO2 + NaCO3 -> Na2SO3 + CO2}}}
Les propietats àcides en dissolució aquosa poden explicar-se amb la formació de l'àcid sulfurós, {\displaystyle {\ce {H2SO3}}}, quan reacciona l'{\displaystyle {\ce {SO2}}} amb l'aigua. Malgrat això, en dissolució aquosa, l'equilibri {\displaystyle {\ce {SO2/H2SO3}}} està quasi completament desplaçat ({\displaystyle {\ce {K << 10^{-9}}}}) cap el diòxid de sofre hidratat, {\displaystyle {\ce {SO2.H2O}}}, i mai s'ha aconseguit aïllar l'àcid sulfurós. L'equilibri pot representar-se com:
{\displaystyle {\ce {SO2.H2O <<=> H2SO3}}}
Pot actuar com àcid de Lewis, ja que la parella d'electrons que formen el doble enllaç pot desplaçar-se cap a l'oxigen deixant buit un orbital del sofre que li permet acceptar una parella d'electrons. És el cas de la reacció anterior on l'{\displaystyle {\ce {SO2}}} actua com àcid de Lewis acceptant una parella d'electrons de l'oxigen de l'aigua. Però també pot actuar com a base de Lewis, ja que disposa d'una parella d'electrons no enllaçants sobre el sofre.

## Aplicacions

### Producció d'àcid sulfúric
L'aplicació més important del diòxid de sofre és la producció d'àcid sulfúric, {\displaystyle {\ce {H2SO4}}}, una substància d'enorme importància industrial. Aproximadament un 40 % del {\displaystyle {\ce {SO2}}}s'empra en aquesta síntesi i d'altres de menor importància, com ara el sulfit de sodi, {\displaystyle {\ce {Na2SO3}}}, el ditionit de sodi, {\displaystyle {\ce {Na2S2O4}}}, o el disulfit de sodi, {\displaystyle {\ce {Na2S2O5}}}.
L'àcid sulfúric es produeix mitjançant el mètode de contacte, que data del 1831, i amb el mètode de les cambres de plom. Aquest darrer cada vegada menys emprat. En el primer mètode el diòxid de sofre, {\displaystyle {\ce {SO2}}}, s'oxida a triòxid de sofre, {\displaystyle {\ce {SO3}}}, per reacció amb oxigen emprant platí com a catalitzador:
{\displaystyle {\ce {SO2 + 1/2 O2 ->[Pt] SO3}}}
L'{\displaystyle {\ce {SO2}}} que s'empra s'obté cremant sofre. Si s'empra l'obtingut per torrefacció de la pirita cal eliminar les impureses que enverinen el catalitzador.

### Agent de blanqueig
El segon ús quant a quantitat del diòxid de sofre és com a agent de blanqueig (20 % del {\displaystyle {\ce {SO2}}}), especialment en el blanqueig de sucre de remolatxa, farina, palla, tèxtils i polpa de fusta. Actua com a agent reductor, reduint els cromòfors com les quinones presentes a la lignina. Però el seu efecte no és permanent perquè elimina oxigen de substàncies que donen color amb la qual cosa es converteixen en incolores. Per contacte amb l'oxigen de l'aire aquestes substàncies, ara incolores, amb el temps tornen oxidar-se i recuperar la forma acolorida.

### Additiu alimentari

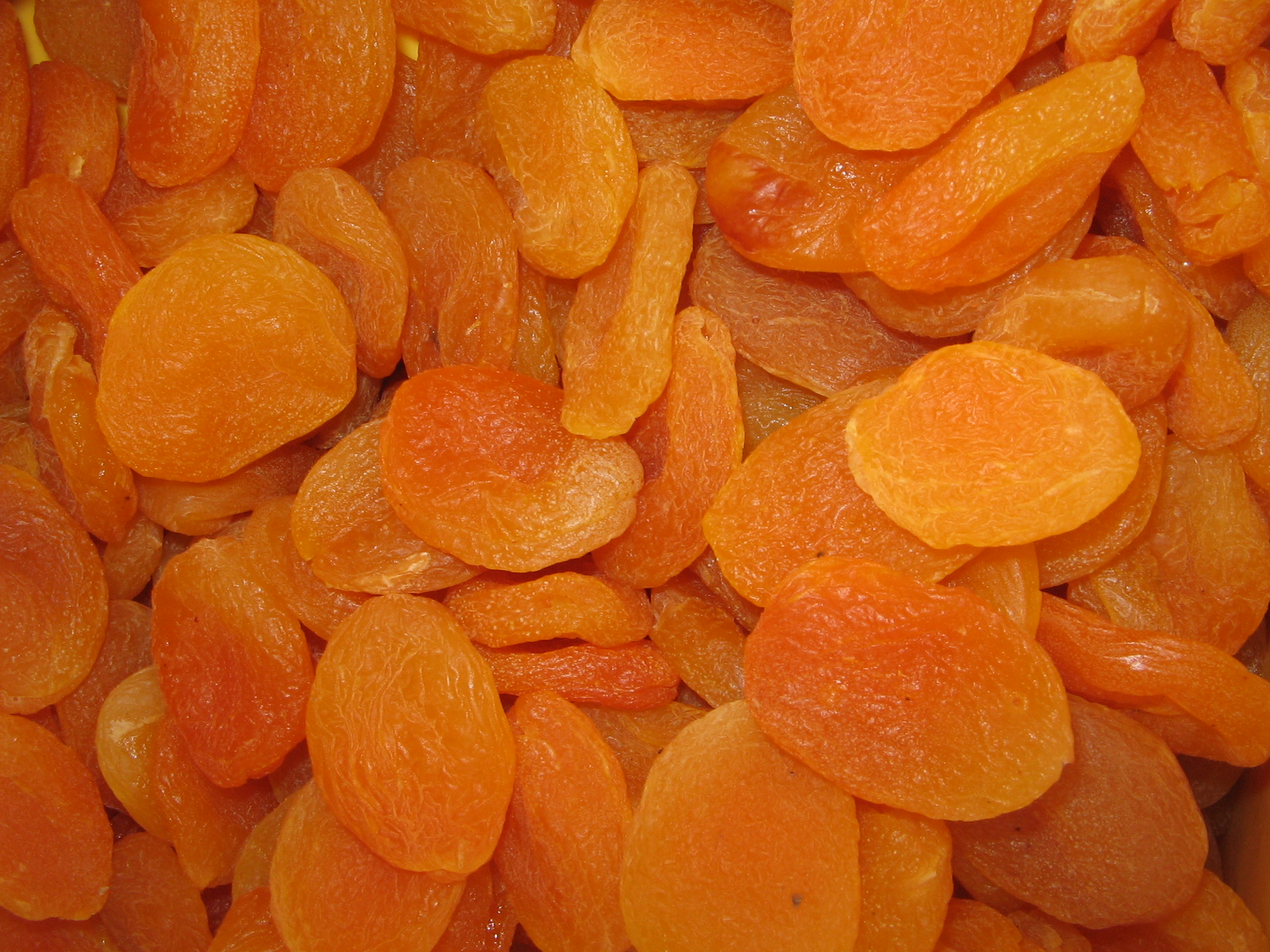
Albercocs assecats

L'aplicació més antiga del diòxid de sofre és la d'additiu alimentari, ja que té propietats antimicrobianes i impedeix la decoloració enzimàtica i no enzimàtica dels aliments. El seu codi és {\displaystyle {\ce {E \, 220}}}. Ja l'empraven els romans en la producció del vi. És un potent inhibidor de llevats i bacteris, aquesta propietat antisèptica protegeix el vi de contaminacions causades per a bacteris làctics que podrien “picar el vi” i llevats indesitjables amb poca eficàcia fermentativa. I és que és un bon antioxidant, ja que té propietats reductores, és a dir, s'associa amb l'oxigen present en el vi formant àcid sulfúric i d'aquesta manera s'evita l'oxidació, per exemple els vins blancs mantenen millor l'aspecte de vi jove. S'indica a l'etiqueta de les botelles de vi amb la frase Conté sulfits. També hi ha constància que en el segle xvii també s'emprava en la conservació d'aliments. L'activitat antimicrobiana es deu al fet que en combinar-se amb l'aigua dona àcid sulfurós que es dissocia alliberant ions oxoni, reduint el pH.
{\displaystyle {\ce {SO2 + 2 H2O <=> H2SO3}}}

{\displaystyle {\ce {H2SO3 + H2O <=> HSO3^- + H3O^+}}}

{\displaystyle {\ce {HSO3^- + H2O <=> SO3^2- + H3O^+}}}
S'empra en la producció de fruits i cereals deshidratats, sucs de fruita, xarops i concentrats. La quantitat que s'hi destina és d'un 16 % del total d'{\displaystyle {\ce {SO2}}}.

### Tractament d'aigües residuals
Un 10 % del {\displaystyle {\ce {SO2}}} es destina al tractament d'aigües i aigües residuals. Després de ser desinfectades les aigües residuals mitjançant clor, {\displaystyle {\ce {Cl2}}}, hipoclorit de sodi, {\displaystyle {\ce {NaClO}}}, o hipoclorit de calci, {\displaystyle {\ce {Ca(ClO)2}}}, l'excés d'aquestes substàncies és eliminat mitjançant l'addició de diòxid de sofre. Amb el clor dona clorur d'hidrogen, {\displaystyle {\ce {HCl}}}, i àcid sulfúric:
{\displaystyle {\ce {Cl2 + SO2 + 2 H2O -> 2 HCl + H2SO4}}}

### Mineria
Un altre 10 % s'empra en l'extracció d'or a les mines requereix un procés on s'empra cianur, {\displaystyle {\ce {CN^-}}}, un anió extremadament tòxic que s'ha d'eliminar abans de fer l'abocament d'aigües de neteja residuals. Un dels mètodes emprats es basa en la reacció del cianur amb el diòxid de sofre i oxigen de l'aire que dona l'anió cianat, {\displaystyle {\ce {OCN^-}}}, que no és tòxic. El cianur, lliure o complexat amb metalls de transició com el ferro o el cobalt, és oxidat a cianat en medi bàsic (8 < pH <10) mitjançant la reacció catalitzada pel coure:
{\displaystyle {\ce {CN^- + SO2 + O2 + H2O -> OCN^- + H2SO4}}}

### Bateries

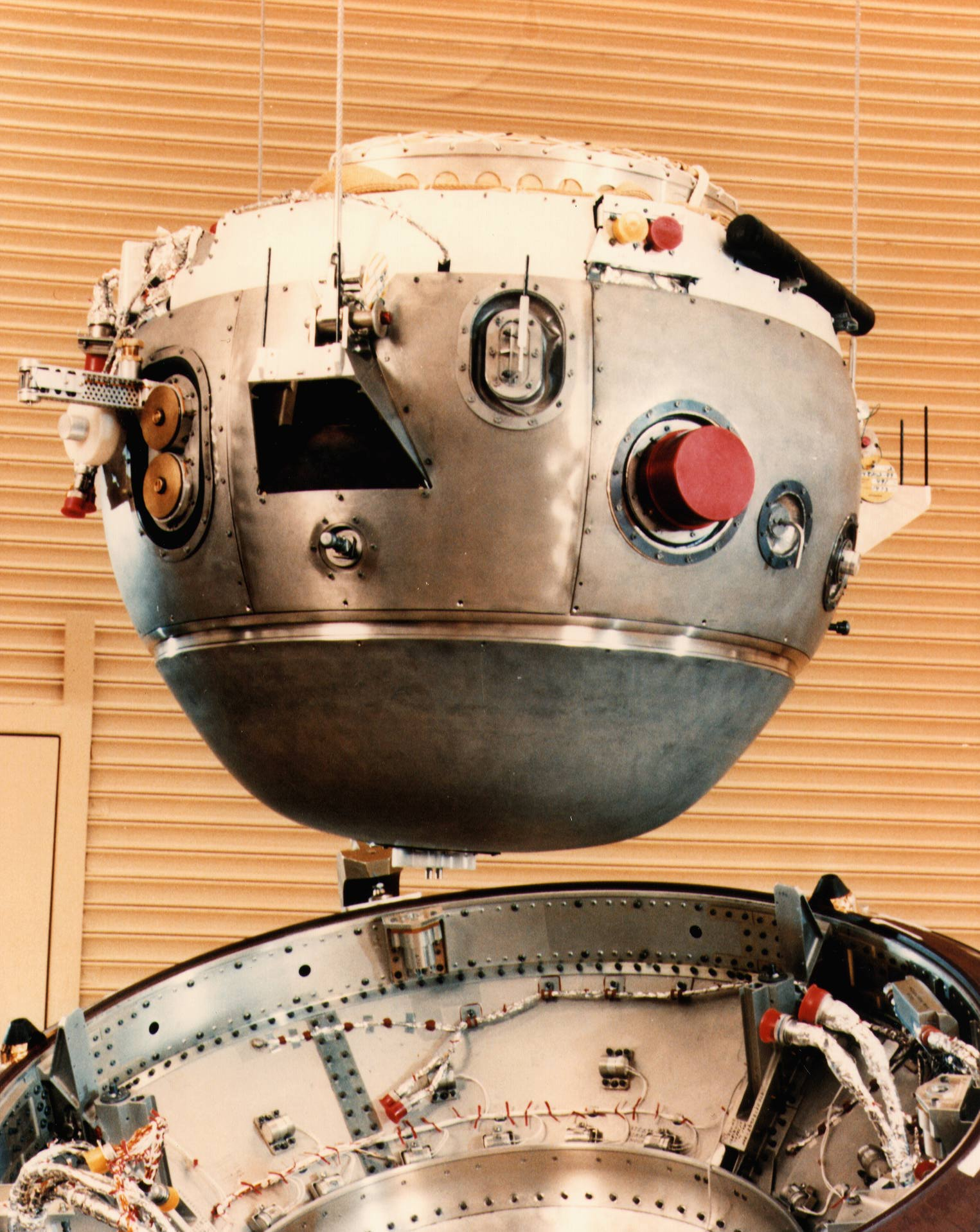
Modul de descens de la missió Galileu equipat amb bateries de Li-SO2

En la dècada de 1960 es desenvoluparen les bateries de liti/diòxid de sofre ({\displaystyle {\ce {Li-SO2}}}). L'ànode és de liti i l'electròlit és una dissolució de {\displaystyle {\ce {SO2}}}, a pressió de 2 atm, i bromur de liti, {\displaystyle {\ce {LiBr}}}, en acetonitril. El càtode és de carbó porós. La reacció global produeix ditionit de liti, {\displaystyle {\ce {Li2S2O4}}}, el liti s'oxida de {\displaystyle {\ce {Li}}} a {\displaystyle {\ce {Li+}}} i el sofre es redueix de {\displaystyle {\ce {S(IV)}}} a {\displaystyle {\ce {S(III)}}} segons la reacció:
{\displaystyle {\ce {2 Li + 2 SO2 -> Li2S2O4}}}
Són bateries d'ús en sistemes d'emergència, aeronàutica i militars. Les seves característiques són que proporciona una tensió elèctrica en connectar-se de 2,95 V; la tensió de treball se situa entre els 2,7 i els 2,9 V; es pot emmagatzemar durant molts d'anys ja només perd un 2 % per any, la qual cosa fa que puguin emmagatzemar-se a temperatura ambient fins a 10 anys; tenen alta capacitat (34 Wh en la forma cilíndrica); molt alta energia específica (280 Wh/kg); i pot emprar-se entre -54 i 71 °C. És una bateria emprada per la NASA, per exemple en la sonda espacial Huygens i en la missió Galileu. El fet que si es produeix una ruptura pugui sortir {\displaystyle {\ce {SO2}}}, gas tòxic, limita el seu ús no professional.

### Dissolvent
El diòxid de sofre és un bon dissolvent no protònic. Aquesta propietat fou descrita per primer cop el 1899 per P. Walden. És un dissolvent polar, amb una constant dielèctrica de 14,3 a 0 °C. S'empra en moltes reaccions de síntesi orgànica. Així és un bon dissolvent del triòxid de sofre, {\displaystyle {\ce {SO3}}}, que s'empra a les reaccions de sulfonació; s'empra en la reaccions de Friedel-Crafts perquè dissol el clorur d'alumini, {\displaystyle {\ce {AlCl3}}}, i els hidrocarburs aromàtics; igualment les bromacions es duen a terme en {\displaystyle {\ce {SO2}}} líquid.

## Fisiologia

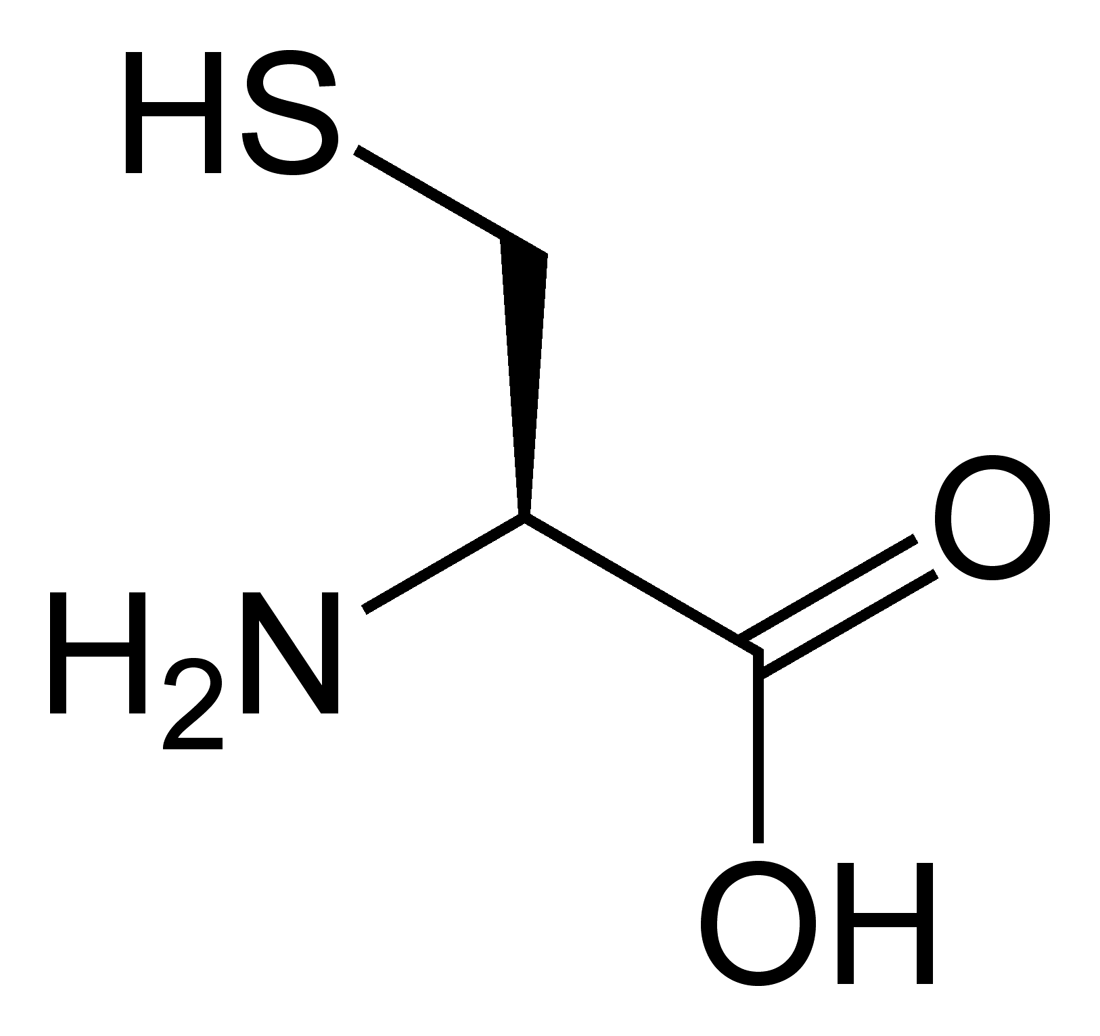
L-cisteïna, aminoàcid d'on l'organisme pot generar SO2

El diòxid de sofre és un contaminant de l'aire comú i és perjudicial per a molts òrgans. Els seus efectes tòxics, inclosos els danys oxidatius, el dany de l'àcid desoxirribonucleic, ADN, i la inflamació han estat àmpliament estudiats. Tanmateix, estudis recents demostren que l'{\displaystyle {\ce {SO2}}} es pot generar de forma endògena en els mamífers. A diferència dels efectes tòxics de l'{\displaystyle {\ce {SO2}}}, també s'han trobat efectes protectors en els mamífers. L'{\displaystyle {\ce {SO2}}} endogen té efectes antioxidants, antiinflamatoris, antihipertensius i antiaterogènics i regula el to vascular i la funció cardíaca en mamífers. Això significa que l'{\displaystyle {\ce {SO2}}} pot tenir un doble paper en la regulació dels efectes fisiològics i fisiopatològics en els mamífers.
El diòxid de sofre que s'empra com additiu dels aliments és absorbit als intestins i es transforma en sulfit o disulfit, quedant dissolts en el plasma sanguini. Per altra banda l'organisme pot generar-lo a partir d'aminoàcids que contenguin sofre, com ara la L-cisteïna. En rates s'ha determinat que el plasma conté una concentració al voltant dels 15,5 μmol/l i en l'artèria aorta és més alta, uns 5,55 μmol/g proteïna.

## Gas contaminant

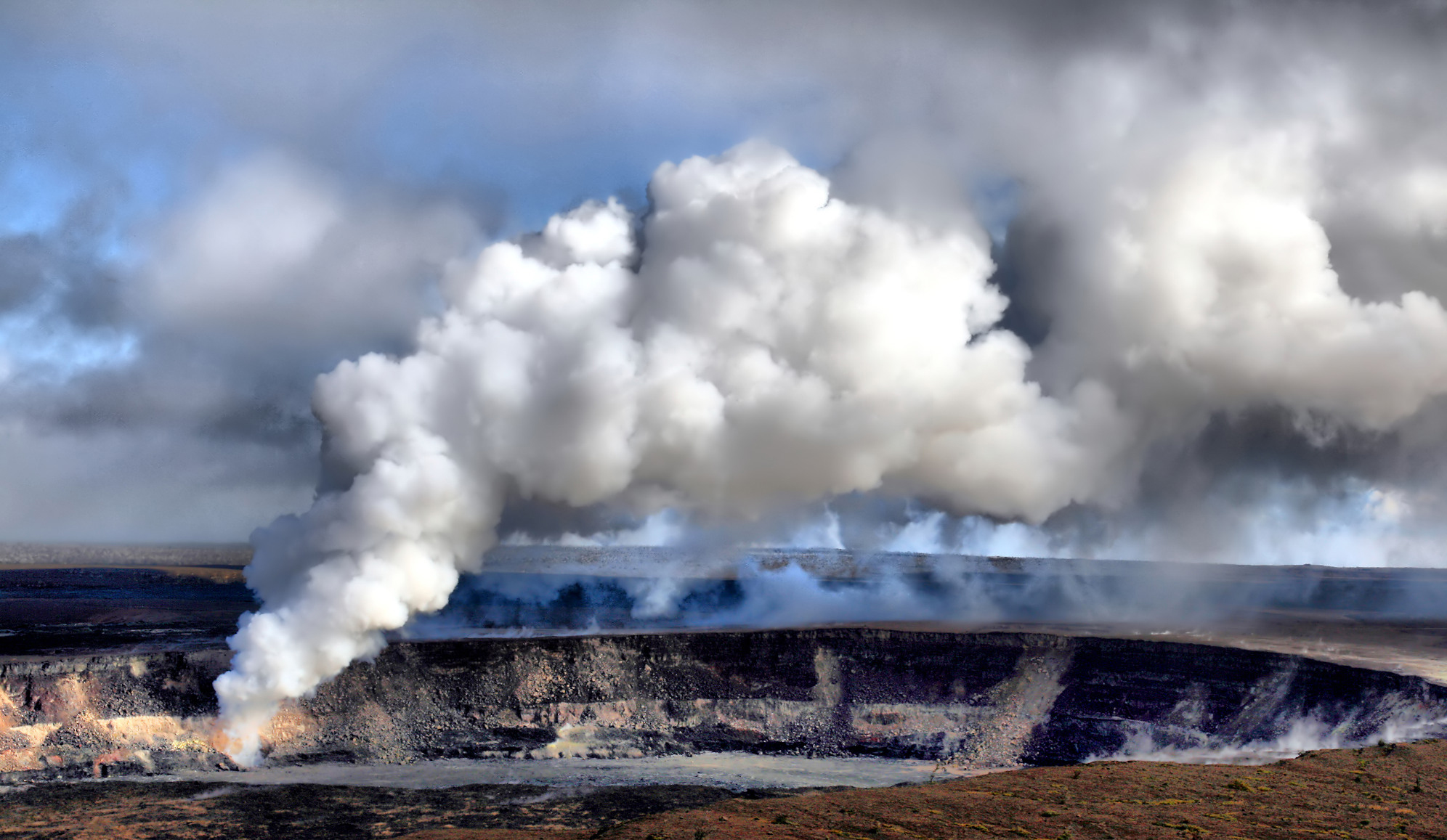
Emissió d'SO2 al volcà Kilauea de Hawaii el 2011

La font principal del diòxid de sofre antropogènic a l'atmosfera és la combustió de carbó i de petroli, que inclou l'ús de vehicles (trànsit), centrals tèrmiques, explotació i manipulació de certs minerals de sofre, indústria del paper i del carbó (incloent embalatges, etc.), síntesi d'àcid sulfúric, etc. La font natural són les emissions volcàniques i d'aigües termals.
Contràriament a altres gasos com el diòxid de carboni, {\displaystyle {\ce {CO2}}}, o el metà, {\displaystyle {\ce {CH4}}}, el diòxid de sofre impedeix el pas de la llum solar cap a la superfície de la Terra, ja que la reflecteix en formar aerosols. D'aquesta manera impedeix l'augment de la temperatura ambient. Certes erupcions volcàniques (volcà el Chinchón de Mèxic el 1982 o el Pinatubo de les Filipines el 1991) han llençat enormes quantitats de {\displaystyle {\ce {SO2}}} a l'atmosfera provocant un refredament global de la temperatura durant varis anys. Així les emissions del Pinatubo, que foren d'uns 17 Gkg, provocaren un descens global de la temperatura de 0,5 °C l'any 1992.

### Efectes sobre la salut

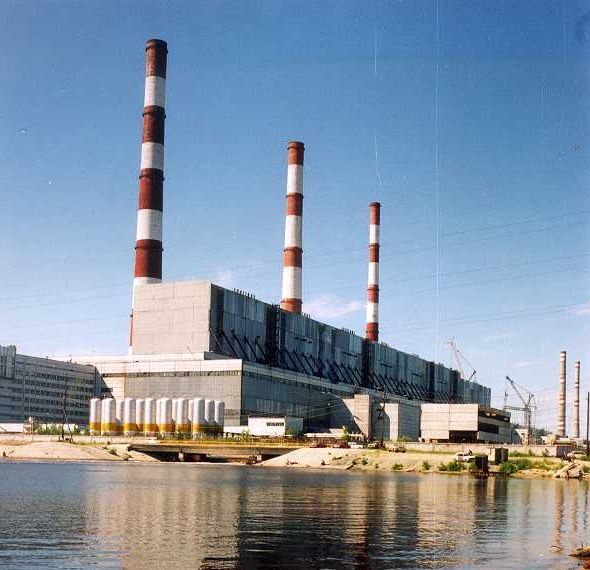
Central tèrmica de fueloil a Surgut, Rússia. Les centrals tèrmiques són un dels emissors antropogènics d'SO2

El diòxid de sofre actua com un gas sufocant, irritant i afecta sobretot a la part superior del tub respiratori durant una exposició moderada. Alguns efectes són difícils de determinar, sobretot a llarg termini, però és clar que és un contaminant molt potent i molt nociu pel medi ambient. Diverses espècies d'animals, incloent la humana, reaccionen amb bronco-constricció davant de l'{\displaystyle {\ce {SO2}}}. Aquest efecte es pot atribuir a un augment de la resistència en el conducte de l'aire. L'àcid sulfúric és un irritant més potent que el diòxid de sofre, per tant, la majoria d'estudis tracten de materials sulfurosos combinats. Les anàlisis de nombrosos estudis epidemiològics determinen una associació clara entre la contaminació de l'aire (segons la concentració d'{\displaystyle {\ce {SO2}}} juntament amb altres partícules i la humitat relativa) i els efectes sobre la salut.

+Efectes del SO₂ a diverses concentracions per una exposició a curt termini

| Concentració                   | Efectes |
| ------------------------------ | --- |
| 0,03 ppm, mitjana anual        | Lesions cròniques en plantes |
| 0,037-0,092 ppm, mitjana anual | Pot haver-hi, acompanyades per partícules a una concentració de 185 μg/m³, un augment en la freqüència de símptomes respiratoris i malalties pulmonars                        |
| 0,11-0,19 ppm, mitjana en 24h  | Amb un baix nivell de partícules pot haver-hi un augment d'ingressos hospitalaris de persones majors per un trastorn respiratori.                                             |
| 0,19 ppmm, mitjana en 24h      | Amb un baix nivell de partícules pot haver-hi un augment en la mortalitat |
| 0,25 ppmm, mitjana en 24h      | Acompanyat per partícules amb una concentració de 750 μg/m³ pot haver-hi un augment de la taxa diària de mortalitat (fonts britàniques) i un augment de la taxa de morbilitat |
| 0,3 ppm, 8h                    | Alguns arbres mostren lesions |
| 0,52 ppm, mitjana en 24h       | Pot haver-hi un augment en la mortalitat acompanyat per la presència de partícules, i un augment de la taxa de mortalitat.                                                    |

### Pluja àcida

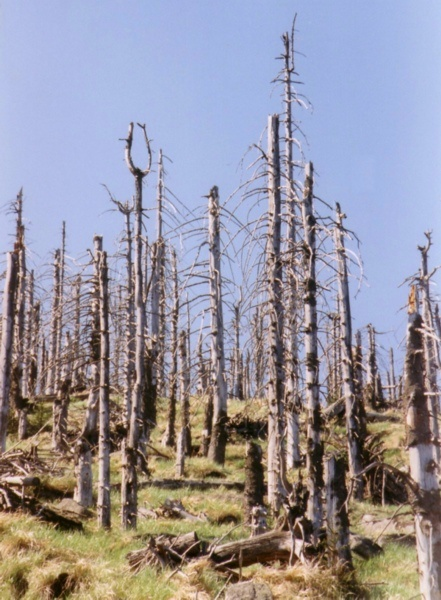
Efectes de la pluja àcida en un bosc d'Alemanya

El diòxid de sofre és un dels contaminants que provoquen contaminació atmosfèrica. Els seus efectes són la deterioració de conreus i, als humans, una forta irritació dels ulls i de les vies respiratòries superiors, a més de tos, opressió respiratòria i espasmes de laringe. En una atmosfera humida pot reaccionar amb l'aigua per a formar àcid sulfúric, encara més perillós.

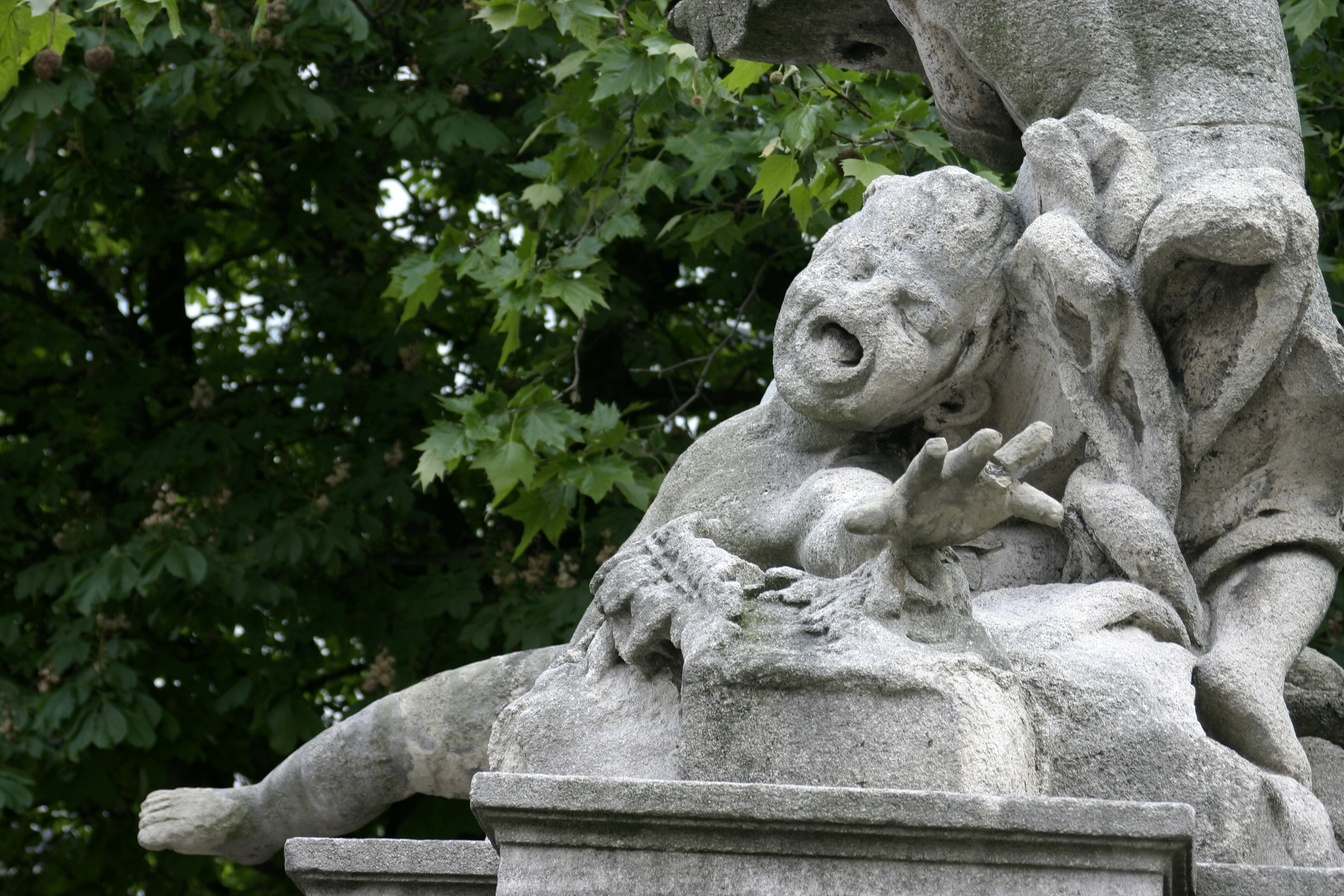
Efectes de la pluja àcida en una escultura (mal de la pedra)

Les gotes d'aigua formades per condensació a l'atmosfera ha de tenir normalment un pH proper al 7, però degut a la presència del diòxid de carboni, {\displaystyle {\ce {CO2}}}, a l'atmosfera, el pH tendeix a baixar per la formació de l'àcid carbònic, {\displaystyle {\ce {H2CO3}}}, i pot assolir un valor al voltant de 5,7. Les alarmes van saltar quan a principis de 1970 es van registrar valors de pH en l'aigua de la pluja amb valors mitjans anuals d'entre 4 i 5. Aquests valors es van associar a la presència de l'àcid sulfúric, {\displaystyle {\ce {H2SO4}}}, i l'àcid nítric, {\displaystyle {\ce {HNO3}}}, procedents dels gasos {\displaystyle {\ce {SO2}}} i {\displaystyle {\ce {NO_x}}} presents a l'atmosfera.
S'han descrit tres vies per les quals el diòxid de sofre es transforma en àcid sulfúric a l'atmosfera:
A la primera via el {\displaystyle {\ce {SO2}}}reacciona amb radicals hidroxil, {\displaystyle {\ce {HO^{\bullet }}}}, en presència de partícules de metalls, {\displaystyle {\ce {M}}}, que actuen com a catalitzadors, donant radicals hidrogensulfit, {\displaystyle {\ce {HSO3^{\bullet }}}}. Aquests reaccionen amb el dioxigen, {\displaystyle {\ce {O2}}}, i es produeix triòxid de sofre, {\displaystyle {\ce {SO3}}}, i radicals dioxidoanils, {\displaystyle {\ce {HO2^{\bullet }}}}. El {\displaystyle {\ce {SO3}}} és molt soluble en aigua i es dissol en les gotetes que formen els niguls donant lloc a àcid sulfúric, {\displaystyle {\ce {H2SO4}}}:
{\displaystyle {\ce {SO2\;+\;HO^{\bullet }\;->[M]\;HSO3^{\bullet }}}}

{\displaystyle {\ce {HSO3^{\bullet }\;+\;O2\;->\;SO3\;+\;HO2^{\bullet }}}}

{\displaystyle {\ce {SO3 + H2O -> H2SO4}}}
Una altra via té lloc per reacció del {\displaystyle {\ce {SO2}}} amb molècules de peròxid d'hidrogen, {\displaystyle {\ce {H2O2}}}, dissolt en les gotetes d'aigua dels niguls, de la boira o de la pluja. El peròxid d'hidrogen es forma per reacció de dos radicals dioxidoanil, {\displaystyle {\ce {HO2^{\bullet }}}}, i, en reaccionar amb el diòxid de sofre dona àcid sulfúric dissol en les gotes d'aigua:
{\displaystyle {\ce {2HO2^{\bullet }\;->\;H2O2\;+\;O2}}}

{\displaystyle {\ce {SO2(aq) + H2O2(aq) -> H2SO4(aq)}}}
Finalment la tercera via el {\displaystyle {\ce {SO2}}} en primer lloc es dissol en aigua per després oxidar-se mitjançant diferents reaccions i arribar a l'àcid sulfúric:
{\displaystyle {\ce {SO2\;+\;H2O\;->\;H2SO3\quad \quad \quad H2SO3\;+\;H2O\;<=>\;H3O^{+}(aq)\;+\;HSO3^{-}(aq)}}}

{\displaystyle {\ce {HSO3^-(aq) \; + \; H2O2(aq) \; -> \; HSO4^-(aq) \; + \; H2O}}}

{\displaystyle {\ce {HSO4^-(aq) \; + \; H3O^+(aq) \; -> \; H2SO4(aq) \; + \; H2O}}}

{\displaystyle {\ce {HSO3^-(aq) \; + \; 1/2O2 \; ->[M] \; HSO4^-(aq)}}}

{\displaystyle {\ce {HSO4^-(aq) \; + \; H3O^+(aq) \; -> \; H2SO4(aq) \; + \; H2O}}}